# لورنا پاترسون
لورنا پاترسون (انگلیسی: Lorna Patterson؛ زادهٔ ۱ ژوئیهٔ ۱۹۵۶) یک هنرپیشه اهل ایالات متحده آمریکا است. وی بین سال‌های ۱۹۷۹ تا ۱۹۹۳ میلادی فعالیت می‌کرد.
از فیلم‌ها یا برنامه‌های تلویزیونی که وی در آن نقش داشته است می‌توان به هواپیما! اشاره کرد.